# Viola stipularis
Viola stipularis es una especie de violeta que crece en el sur de Centroamérica, algunas islas del Caribe y parte de América del Sur.

## Descripción
Hierba de 20-30 cm alto, extendiéndose por rizomas. Peciolos hasta 8 mm de largo, rodeados por estípulas triangulares de hasta 2 cm de largo. Hojas elípticas a lanceolado-elípticas, de hasta 9.5 cm de largo y 3.4 cm de ancho, margen serrado o crenado, a veces dentado, ápice acuminado, base cuneada. Flores con pedicelos delgados de hasta 6 cm de largo, pétalos rosados, morados o azul blanquecino, con líneas azules; pétalo inferior obovado, los superiores oblongo-ovados u oblongo-elípticos; de hasta 9 mm largo y 4.5 mm ancho; todos los  pétalos con ápice redondeado; espolón de casi 1 mm de largo; anteras y ovario con casi 2 cm de largo. El fruto es una cápsula elipsoide de 6-7 mm largo conteniendo semillas de casi 1 mm de largo.

## Distribución y hábitat
Costa Rica, Panamá, Antillas Menores y América Del Sur hasta Perú, en colinas y montañas con bosques húmedos entre (150-) 840-3400 m.

## Ecología
V. stipularis puede crecer en áreas abiertas o cerca a cumbres. Es una planta colonizadora de hábitats perturbados como escombros volcánicos, y derrumbes naturales o causados por el hombre.